# Kristofer Kraft
Kristofer Kolambas Kraft mlađi (engl. Christopher Columbus Kraft Jr.; Fibus, 28. februar 1924 — Hjuston, 22. jul 2019) bio je američki vazduhoplovni inženjer. Značajno je doprineo razvoju NASA-e u početnom periodu rada.

## Biografija
Kristofer Kraft je rođen 28. februara 1924. u Fibusu u Virdžiniji, od oca Kristofera Kolambasa Krafta (1892—1957), sina bavarskih imigranata i majke Vande Olivije Kraft (1892—1980), medicinske sestre. Osnovne studije vazduhoplovnog inženjerstva je završio 1944. godine na Politehničkom institutu i državnom fakultetu Virdžinije. Sledeće godine započeo je sa radom u istraživačkom centru Langli, od kog je kasnije nastala NASA. Značajno je doprineo u istraživanju vazduhoplovnih letova. Nedugo nakon osnivanja NASA-e u oktobru 1958, Kraft je zadužen za projekat Merkur čiji je cilj bio istraživanje čovekovog leta u svemir. Prvobitni tim koji je radio u projektu kasnije je postao jezgro Centra za svemirske letelice (Manned Spacecraft Center) koji se danas naziva Džonsonov svemirski centar. Na početku rada u projektu Merkur, Kraft je sa saradnicima zasnovao koncepte na kojima je i danas baziran civilni svemirski program Sjedinjenih Američkih Država.
Kristofer je radio na planovima prvih misija i njihovim putanjama u svemiru. Razvio je i primenio standarde za operacionu kontrolu svemirskih letova. Kao direktor letova na operacijama Merkur, bio je odgovoran za lansiranje i sletanje letelica, a tokom projekta nadgledao je i dizajn i razvoj misijnog kontrolnog centra u Hjustonu.
Sa početkom Džemini programa, Kraft je dobio ulogu direktora planiranja misija i operacione kontrole i bio je uključen u odluku da se nastavi sa pokušajima sletanja astronauta na Mesec. Kraft je bio u svojstvu direktora za operacije letova sve do drugog sletanja na Mesec, da bi u decembru 1969. postao zamenik direktora Centra za svemirske letelice. Direktor je postao 1972. godine. Od tada je radio na sigurnosti astronauta operacije Apolo koji su bili trenirani za naučna istraživanja na Mesecu. Bio je zaslužan za mnoge uspešno izvršene misije u to vreme.
Od početka je bio uključen i radio je na razvoju letelica Spejs šatla, između ostalog, imao je ključnu ulogu u kreiranju programa ove letelice. Odredio je početnu konfiguraciju Spejs šatl sistema i nove koncepte u transportovanju.
Direktor Džonsonovog svemirskog centra bio je sve do penzionisanja 1982, a nakon toga je radio kao aerosvemirski konsultant u kompanijama Rokvel Internešnal, IBM i drugima.
Preminuo je 22. jula 2019. u Hjustonu u Teksasu, u 96. godini, samo dva dana nakon obeležavanja 50 godina od sletanja na Mesec.

## Nagrade i priznanja
- Četiri NASA-ine medalje za izvanrednu službu
- Godartov memorijalan trofej
- Nacionalni svemirski trofej od Fondacije za svemirska dostignuća[4]
- Po njemu je Misijni kontrolni centar nazvan Misijni kontrolni centar Kristofora Krafta 14. aprila 2011. godine u godini kada je NASA proslavljala 30-ogodišnjicu od osnivanja Spejs šatl programa.[5]

## Galerija
- Kristofer Kraft za svojom konzolom u Merkur kontrolnom centru.
- Kristofer (sedi), rad na misiji Merkur-Atlas 9.
- Kraft sa timom u razgovoru sa astronautima za vreme misije Gemini 5.
- Kristofer Kraft i Robert Gilrut u kontrolnom centru.
- Kraft sa novim direktorima leta neposredno pre misije Gemini 4.
- Kristofer Kraft i Ronald Regan
- Kraft sa astronautom Širom razgovara o planu leta predstojeće misije Merkur-Atlas 8.
- Kontrolni centar proslavlja uspešno sletanje letilice Apolo 13 na vodu (Kraft se nalazi na dnu slike, drži upaljač)
- Kristofer Kraft u Misijnom kontrolnom centru tokom simulacije leta letilice Džemini-Titan 5.
- Kraft govori na ceremoniji povodom preimenovanja Kontrolnog centra za misije u njegovo ime, 2011.

## Spoljašnje veze
Mediji vezani za članak Kristofer Kraft na Vikimedijinoj ostavi